# Mount Seelig
Mount Seelig är ett berg i Antarktis. Det ligger i Västantarktis. Inget land gör anspråk på området. Toppen på Mount Seelig är 3 020 meter över havet.
Terrängen runt Mount Seelig är huvudsakligen en högslätt. Mount Seelig är den högsta punkten i trakten. Trakten är obefolkad. Det finns inga samhällen i närheten.